# استفان برود
استفان برود (انگلیسی: Stephen Broad؛ زادهٔ ۱۰ ژوئن ۱۹۸۰) بازیکن فوتبال اهل بریتانیا است.
از باشگاه‌هایی که در آن بازی کرده‌است می‌توان به باشگاه فوتبال چلسی، باشگاه فوتبال ساوتند یونایتد، باشگاه فوتبال کورینتیان کاسولس، باشگاه فوتبال ساتون یونایتد، و باشگاه فوتبال کینگستونیان اشاره کرد.